# 大熊正二
大熊 正二（おぐま しょうじ、1951年7月22日 - ）は、日本の男性元プロボクサー。福島県郡山市出身。元WBC世界フライ級王者。元リングマガジン世界フライ級王者。本名および旧リングネームは小熊 正二（読みは同じ）。福島県立郡山西工業高等学校（現：福島県立郡山北工業高等学校）卒業。左ボクサータイプ（コンバーテッドサウスポー）。現役時代は新日本木村ボクシングジム所属。

## 来歴・人物
最初の世界タイトル獲得時は、柴田国明やガッツ石松、輪島功一の全盛期で、2度目のタイトル奪取時は具志堅用高が連続防衛記録を伸ばしていた時期で、当時の日本人世界王者と比較すると地味な印象だったが、コツコツと実績を積み上げて王座に返り咲いた。世界挑戦8回、世界戦13回の記録を持つ。敗戦こそ多いが、最初の世界挑戦から引退まで8年間の長きに渡り世界トップクラスに名を連ね続けた。また、1980年の朴賛希（韓国）との世界戦は、反日感情の根強かった当時の韓国で、武装警官が厳戒態勢を敷く敵地でKO勝ちで王座を奪った。
引退後は埼玉県川越市で、廃棄物処理やカラオケボックス経営を経て、小熊ボクシングスポーツジムを経営している。
生来のギャンブル好きで、ラストマッチとなった渡辺二郎戦でも借金が返せないほどだったという。

## 戦績
- 1970年12月26日 - 本名の小熊 正二でプロデビュー[2]。
- 1974年5月19日 - 出身地の郡山総合体育館でWBC世界フライ級王者ベツリオ・ゴンザレス（ベネズエラ）とノンタイトル戦で対戦。10回僅差の判定で敗れるが、この試合が評価され、ゴンザレスの王座への挑戦が決まる。
- 1974年10月1日 - 日大講堂でWBC世界フライ級王座に初挑戦。王者ベツリオ・ゴンザレスに15回判定で勝ち王座獲得。
- 1975年1月8日 - WBC世界王座初防衛戦。ミゲル・カント（メキシコ）に15回判定で敗れ王座陥落。
- 1976年4月21日 - WBA世界王座に挑戦。王者アルフォンソ・ロペス（パナマ）に15回判定負け。
- 1976年12月14日 - ノンタイトル10回戦で、日本1位触沢公男（東洋）に番狂わせの8回KO負け。
- 1977年2月15日 - 韓国ジュニアフライ級王者（後のWBC世界ライトフライ級王者）金性俊（韓国）に10回判定勝ちし再起。
- 1978年1月4日 - WBC世界王座に挑戦。王者カントとの再戦に15回判定負け。
- 1978年4月18日 - WBC世界王者カントに2度目の挑戦。15回判定負け。その後、「スモールからビッグへ」という意味を込め、大熊 正二に改名した。
- 1979年1月29日 - WBA世界王座に挑戦。1974年に王座を奪った相手ゴンザレスと再戦。15回引き分け。
- 1979年7月6日 - WBA世界王者ゴンザレスに2度目の挑戦。12回KO負け。
- 1980年5月18日 - 戒厳令下の敵地ソウルで、WBC世界王座に挑戦。王者朴賛希（韓国）に9回KO勝ちし5年ぶりに王座返り咲きを果たした。
- 1980年7月28日 - 金性俊（韓国）に15回判定勝ちでWBC王座初防衛。
- 1980年10月18日 - 前王者の朴賛希に15回2-1僅差判定で勝利し2度目の防衛。
- 1981年2月3日 - 前回の判定に異議を唱えた朴賛希と再戦。15回2-0の判定で勝利し、3度目の防衛を果たす。朴賛希とは世界戦3戦全勝となった。
- 1981年5月12日 - WBC世界王座4度目の防衛戦。指名挑戦者アントニオ・アベラル（メキシコ）に7回KO負けし王座陥落。この時点で日本人世界チャンピオンが皆無となる敗戦であった。
- 1982年3月24日 - 後の世界バンタム級王者・朴讃栄（韓国）に10回判定勝ち。
- 1982年11月11日 - 浜松市体育館でWBA世界スーパーフライ級王座に挑戦。王者渡辺二郎に12回TKO負け。引退。

引退後の1990年夏、レパード玉熊の臨時コーチに就任し世界王座に導いた。

## 獲得タイトル
- WBC世界フライ級王座（1期目は防衛0度、2期目は防衛3度）
- リングマガジン世界フライ級王座